# Кликуново (Ярославская область)
Кликуново – деревня в Покровской сельской администрации Покровского сельского поселения Рыбинского района Ярославской области . 
Деревня стоит на небольшом поле в окружении лесов. Она расположена на границе Покровского и Волжского сельских поселений, в междуречье Черёмухи и её левого притока Коровки. Деревня находится на северо-восточной окраине болота Великий Мох, которое начинается на южной околице. К востоку от деревни в заболоченном лесу находятся истоки небольшого ручья, который течёт на северо-восток через деревни Куретниково и Кондырево и впадает слева в Черёмуху на южной окраине относительно крупного села Сретенье. Все эти населённые пункты находятся уже в Волжском сельском поселении. Через Кликуново проходит просёлочная дорога от деревни Голубино, стоящей на притоке реки Коровки до деревни Прокунино, расположенной на левом берегу Черёмухи. На топографических картах 1980-х годов этой деревни нет, вместо неё указывается урочище Кликуново. 
На 1 января 2007 года постоянного населения в деревне не числилось . Почтовое отделение, расположенное в селе Покров обслуживает в деревне 1 дом. 